# 郑仲礼
郑仲礼（？—545年），荥阳郡开封县（今河南省开封市）人，出自荥阳郑氏北祖第六房，东魏官员。

## 生平
郑仲礼是北魏鸿胪郑严祖的庶子，年轻时轻躁奸诈，有体力。高欢宠爱郑仲礼的姐姐郑大车，郑仲礼因为亲戚的关系受到亲近，被提拔为帐内都督。郑仲礼掌管高欢的弓和刀，出入跟随侍从。郑仲礼和任胄都喜欢喝酒不操心公事，高欢责备他们。任胄害怕，与西魏暗中来往，被人纠举告发，任胄害怕于是图谋叛逆。
任胄与开府仪同三司尔朱文畅、中府主簿李世林、都督郑仲礼、参军房子远等人关系密切，对外显示是酒肉朋友，暗中谋划叛乱欢。按照元魏的旧有风俗，正月十五晚上进行打竹簇的游戏，能打中的人马上赏给布帛。任胄让郑仲礼把刀藏在裤子里，准备在武定三年正月十五（545年2月11日）趁着高欢前来观看游戏时暗中刺杀，事成之后共同拥戴尔朱文畅为主君。任家的门客薛季孝向高欢告发，高欢命令将众人逮捕后彻底查办，经过讯问所有人都完全认罪。
事情败露后，郑大车想为郑仲礼乞求饶恕，高欢回避不见她。娄昭君和高澄争着为之说话，于是高欢上言说房谟、郑述祖、李道璠三家，按理应该连带受罚，但私下认为房谟立身清白，操行忠厚恭谨，郑仲礼是郑严祖的庶子，长大很久之后才被收容在家中，李世林生下后就在家庭以外抚养，脱离了本宗族，特别请求房子远、郑仲礼、李世林三人的罪行只罪及一房，魏孝静帝元善见同意了。郑仲礼被处死，没有连累家人。

## 兄弟姐妹
- 郑大车，先嫁广平王元悌为妻，元悌遇害后被东魏丞相高欢收为姬妾。
- 郑绍元，郑仲礼叔叔郑敬祖之子，过继给郑严祖，太尉咨议、赵郡太守。

## 延伸阅读
[在维基数据编辑]
 《北齊書·卷48》，出自李百药《北齊書》